# 사이타마현 제12구
사이타마현 제12구(일본어: 埼玉県第12区)는 일본의 중의원 선거구이다. 1994년 일본 공직선거법이 개정되면서 신설되었다.

## 지역
- 구마가야시 (옛 고난마치 지역 제외)
- 교다시
- 가조시
- 하뉴시
- 고노스시 (옛 가와사토마치 일대)